# Aaron (The Walking Dead)
Aaron es un personaje de ficción de la serie de cómics The Walking Dead y serie de televisión del mismo nombre. El personaje interpretado por Ross Marquand en la serie de televisión.
En ambos medios, actúa como reclutador para la zona segura de Alexandría ubicada en Washington D. C. ayudando a Rick Grimes y sus compañeros sobrevivientes en el camino. Aunque inicialmente desconfiado por el grupo de Rick, gradualmente gana su confianza y se convierte en un aliado y amigo respetado e ingenioso para el grupo. Aaron es el personaje de Alexandría que más tiempo ha sobrevivido y es notable por ser el primer personaje abiertamente gay en el cómic y en la serie televisiva.

## Historia
Aaron es presentado como un reclutador de la Comunidad de la Zona Segura de Alexandria que entró en contacto con el grupo de Rick poco después de que exterminaron a los Cazadores Caníbales. Él y su compañero reclutador y novio Eric cuidaron al grupo desde lejos por varios días hasta que los encontraron adecuados para la comunidad. Aunque los sobrevivientes inicialmente desconfiaban de los motivos de Aaron, lo acompañaron a Washington D. C. y finalmente se unieron a la Zona Segura de Alexandria. El líder de Alexandria, Douglas Monroe, duda sobre la posibilidad de que el grupo se quede, sin embargo, Aaron los defiende continuamente, sabiendo que son personas realmente buenas. Él sigue siendo ferozmente leal de Rick y su compañía desde ese momento en adelante.
Recibió un falso susto días después de la llegada del grupo cuando Eric es apuñalado por una mujer al azar en las afueras de DC a quienes la habían estado tratando de reclutar. Eric es devuelto por un pánico Aaron y es curado rápidamente por la cirujana de la ciudad, Denise Cloyd. A raíz de este evento traumático, la pareja decide mutuamente dejar de reclutar para el futuro inmediato y centrarse en mantener las cosas dentro de la seguridad de sus paredes.
Después de la invasión de la manada de muertos vivientes que pone a la comunidad en peligro y culmina en que Rick se convierta en el líder después de la muerte de Douglas, a Aaron y Eric se les asigna un inventario en el que mantienen un registro de las raciones de la comunidad, así como los suministros para garantizar que las cosas continúen y sean ejecutadas correctamente, ambos también se entregan para entrenarse con Rick y el resto del grupo, para defenderse mejor contra los muertos vivientes, los dos pronto comenzarán a sentirse más cómodos aventurándose fuera de las paredes nuevamente, ayudando a otros miembros en las carreras de suministro (mientras que ocasionalmente se sacan artículos como botellas de vino).
Aaron y Eric están conmocionados por la repentina e inesperada muerte de Abraham a manos de los Salvadores, y los dos asistieron a su funeral. Este grupo son unos bandidos que extorsionan comunidades a través de la intimidación y amenazas de muerte (liderados por un hombre llamado Negan). Más tarde participan en la guerra con los Salvadores y forman La Milicia, un ejército combinado y formado por muchos miembros de Alexandría, la Colonia Hilltop y el Reino. Es durante esta guerra que Eric es asesinado, dejando a Aaron devastado y en un estado de extrema depresión. Sin embargo, su tristeza se convierte rápidamente en furia, ya que jura matar a todos los miembros restantes de los Salvadores para vengar la muerte de Eric.
Tras el salto temporal de dos años, parece superar la muerte de Eric y sigue siendo un miembro productivo de la comunidad, el es atacado por los Susurradores y es llevado a la colonia Hilltop para recuperarse. Durante este período él coquetea con Jesús y forman una relación sentimental. Cuando los Susurradores invaden y queman Hilltop, a pesar de sus heridas, Aaron logra rescatar a un inconsciente Carl antes de que se queme en el incendio.

## Adaptación de TV

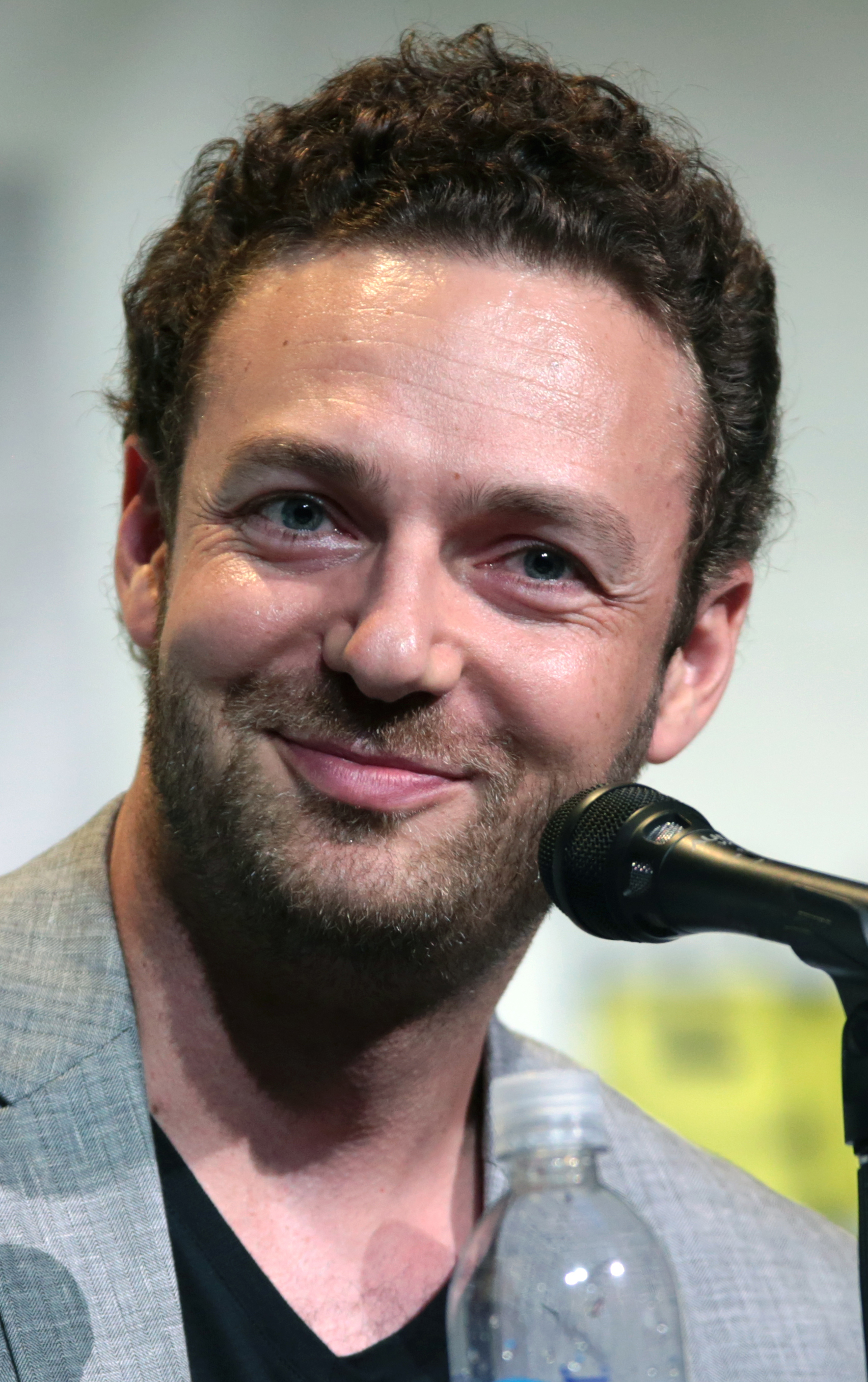
El Actor Ross Marquand fue elegido para interpretar a Aaron desde la mitad de la quinta temporada temporada.

Antes de los eventos de la serie, Aaron se convirtió en reclutador para la Zona Segura de Alexandria, junto con su novio Eric. En algún momento, Aaron reclutó a un grupo de tres liderado por Davidson, quien Aaron creía que sería una buena adición a la comunidad. Sin embargo, la naturaleza violenta de Davidson llevó a Deanna a exiliarlo y Aaron, Aiden y Nicholas se vieron obligados a escoltar al grupo de Davidson, tomando todas sus armas y dejándoles solo unos pocos días de suministros.[cita requerida]

### Quinta Temporada (2014—15)
En el episodio "Them", Aaron (Ross Marquand) se presenta a sí mismo ante Maggie y Sasha, indicando su nombre y que desea hablar con el líder, que ya sabe que es Rick, luego señala que tiene buenas noticias para el grupo. En el siguiente episodio, "The Distance", Sasha y Maggie lo toman como prisionero y lo llevan a Rick. Aaron les dice que los ha estado siguiendo durante bastante tiempo y quiere invitarlos a vivir en una comunidad cercana y segura. Rick no le cree y le ordena a todos que verifiquen si las cosas que dijo son ciertas. Llegan a la conclusión de que Aaron está diciendo la verdad y deciden acompañarlo a la comunidad. El auto en el que están Rick, Glenn, Michonne y Aaron es atacado por los caminantes, pero logran reunirse con el resto del grupo y el compañero y novio de Aaron, Eric (Jordan Woods-Robinson). Juntos entran a la comunidad, que se encuentra en Alexandria, Virginia..
En el episodio, "Remember", Aaron lidera el grupo en Alexandria mientras lleva a Eric dentro. Después de dejar que Eric se vaya a la enfermería, se queda en la puerta con Nicholas cuando el grupo entra. Aaron le pide al grupo que cumpla con las órdenes de Nicholas de entregar sus armas y que deberán hablar con la líder, Deanna. Después de que ella habló con Rick, Aaron guio a Rick y Carl a las dos casas vacías en la Zona Segura, y que él y Eric estarán cuatro casas abajo si Rick o alguien más necesita algo. En el episodio "Forget", Aaron siguió a Daryl fuera de la zona segura, bajo la apariencia de cazar conejos. Cuando Daryl vio a Aaron, le preguntó a Daryl si realmente podía distinguir la diferencia entre un caminante y una persona viva. Aaron luego se une a Daryl en la caza, durante el cual, se encuentran con Botones, un caballo salvaje que Aaron y Eric han estado tratando de pelear durante meses. Cuando Daryl intenta obtener los Botones, son atacados por los caminantes y huyen del área. Aaron revela que sabe cómo se siente Daryl, con un extraño. Aaron continuó explicando cómo antes, e incluso ahora, en la zona segura, él y Eric son vistos como extraños porque son homosexuales. Aaron continúa mencionando que las personas temen lo que no comprenden y que Daryl debería unirse a la fiesta de bienvenida de la zona segura. Poco después, Aaron es atacado y Daryl lo rescata. Vienen a encontrar a Botones siendo devorado por los caminantes, por lo que tanto Aaron como Daryl matan a los caminantes y Aaron dispara a un agonizante Botones para sacarlo de su miseria. Aaron regresó a la zona segura pero no asistió a la fiesta para poder ayudar a reparar el tobillo roto de Eric, cuando Daryl llega a la casa de Monroe pero se niega a entrar, Aaron invita a Daryl a comer spaghettis. Aaron y Eric luego sorprenden a Daryl con una motocicleta que estaban construyendo y revelan que Eric se retira como reclutador y Daryl debe tomar su lugar. Daryl está agradecido y forma una amistad con Aaron y Eric. En el episodio "Spend", Daryl y Aaron se dirigen a buscar otros reclutas para Alexandria. En el episodio "Try", Daryl ve una luz a unos kilómetros de distancia, pero cuando él y Aaron investigan, encuentran cadáveres desmembrados de caminantes con sus torsos y cabezas y encuentran a una mujer recientemente muerta atada a un árbol y comida por los caminantes, pero con una "w" tallada en la frente, lo cual Daryl le mencionó que este símbolo ya lo vieron prevíamente. En el final de la temporada "Conquer", Daryl y Aaron encuentran evidencia de otras personas moviéndose por el bosque y comienzan a rastrearlas. Aaron le cuenta a Daryl sobre un grupo de sobrevivientes que reclutó liderado por un hombre llamado Davidson que finalmente fue exiliado de Alexandría y él personalmente tuvo que escoltarlos sin sus armas. Luego ven a un sobreviviente solitario que lleva un poncho rojo en medio de un campo y lo siguen, pierden el rastro del sobreviviente y deciden recoger suministros de algunos camiones de comida abandonados. Sin embargo, dispusieron una trampa que desata a una horda de caminantes y se ven obligados a refugiarse dentro de un automóvil. Daryl se ofrece a arriesgar su propia vida para ayudar a Aaron a escapar, pero Aaron está convencido de que ambos escapan juntos. En ese momento, Morgan llega y los rescata, Daryl y Aaron logran escapar. Le preguntan a Morgan por qué lo ayudó y él responde que toda la vida es preciosa. Aaron se ofrece a llevarlo a Alexandria, pero Morgan se niega cortésmente, diciendo que necesita ir a Washington D. C., y les muestra el mapa que recogió en la iglesia, que Daryl reconoce. Daryl, Aaron y Morgan regresan a Alexandria a tiempo para presenciar a Rick ejecutando a Pete, Los Lobos posteriormente encuentran la mochila caída de Aaron, que contiene evidencia de la existencia de Alexandria.

### Sexta Temporada (2015—16)
En el episodio estreno de la temporada "First Time Again" Aaron pronto se reúne con Eric después de presenciar la ejecución de Pete por Rick. Después de los eventos que ocurrieron, él y Daryl se retiraron oficialmente del programa de reclutamiento por Rick, de acuerdo con lo que les sucedió ese mismo día por los Lobos. Aaron y Eric más tarde asisten a la reunión en la casa de Deanna dirigida por Rick para hablar sobre la cantera cercana que contiene una manada que amenaza la Zona Segura. Rick hace un plan para usar equipos de desviación para guiar a la manada por el camino y usar un muro improvisado para curvar a la manada en la otra dirección. Aaron y Eric salen con la comunidad para cavar y construir el muro, y luego regresan a la Zona Segura. En el episodio "JSS", poco después de regresar a la zona segura de Alexandría, la comunidad es invadida por los Lobos, una de las residentes, Holly, es atacada y apuñalada por un miembro de los lobos, pero es rescatada por Aaron, Eric y Rosita, los tres la llevan a la enfermería, el grupo comienza a formular un plan, mientras Aaron le dice a Eric que tiene que salir pero quiere que se quede adentro con Holly, cuando Eugene Porter se ofrece como voluntario para quedarse dentro, Aaron no está de acuerdo, pero a Eugene se le permite quedarse, Aaron y Rosita luego salen y comienzan a abatir a algunos miembros de los lobos, se las arregla para matar con éxito a uno de los miembros de los lobos, después del ataque Aaron barre el área, al acercarse a la casa de Deanna, encuentra a un miembro de los lobos con su bolsa personal que dejó caer en la fábrica de Del Arno, la bolsa contenía fotos e información sobre Alexandria, y Aaron comienza a sollozar cuando se da cuenta de que fue su culpa que los lobos fueran llevados a Alexandria y que él es indirectamente responsable de las muertes en la comunidad. En el episodio "Now" cuando una horda de caminantes rodeó la zona segura de Alexandría, el plan de Rick que formuló fue criticado por los alexandrinos, Aaron abogo a Rick y se reveló como el culpable del ataque de los lobos tras haber dejado su mochila en el almacén de comida enlatada prevíamente. Angustiado por las perdidas sufridas en la comunidad, se ofreció a acompañar a Maggie a buscar a Glenn y la guio por las alcantarillas que se encontraban abajo de Alexandría, de pronto Maggie le confiesa a Aaron que esta embarazada y sus verdaderas intenciones en la búsqueda de Glenn, Aaron la consuela y ambos regresaron a la comunidad, todavía con esperanzas de que regresara el esposo de Maggie, Aaron y Maggie borraron los nombres de Glenn y Nicholas del muro en memoria a los caídos.
En el estreno de mitad de temporada "No Way Out", cuando la manada caminante invade la zona segura, Aaron se separó de Eric y se retiró a la enfermería con Heath y Spencer junto con los otros heridos, mientras que Eric se retiró a su casa con Olivia. Aaron ayudó a Denise a entrar cuando ella escapó del líder lobo, el le aseguró que todos sus pacientes estaban bien, mientras tanto, Carl recibió un disparo y Rick y Michonne estaban luchando contra los caminantes mientras corrían a la enfermería, Aaron y Denise los vieron y se preguntaron si lo habían mordido y Denise llegó a la conclusión de que no lo estaba y le ordenó a Aaron, Heath y Spencer que se prepararan para la cirugía. Rick y Michonne trajeron a un herido. Carl y Rick volvieron a matar a los caminantes. Aaron concluyó que necesitaba salir para ayudar a Rick y Michonne, y Heath y Spencer se unieron a ellos. La defensiva luego inspiró a Eric y Olivia a ayudar y pronto al resto de la comunidad se inspiró en ayudar, Aaron y los demás continuaron mientras Daryl encendía el lago en llamas y logran eliminar con éxito al resto de los caminantes. Más tarde esa mañana, Aaron se unió a Eric junto con el resto de la comunidad fuera de la enfermería. En el episodio "Not Tomorrow Yet" Aaron junto con Eric están presentes en la iglesia mientras que Rick otorga incursión acerca de los salvadores y formulan un plan para atacarlos cuando Aaron y el grupo va al puesto de avanzada de los salvadores se ve obligado a matar a uno que intento atentar contra su vida y el resto del grupo logra aniquilar a todos los salvadores del puesto.
Durante la final de la temporada "Last Day on Earth", Aaron y varios otros se ofrecieron como voluntarios para ayudar a Rick en una RV con una frágil y embarazada Maggie, que necesitaba atención médica urgente. En el camino a Hilltop, el grupo descubrió que todos los caminos estaban siendo bloqueados por un grupo hostil de salvadores comandados por Simon. El grupo llegó a la conclusión de que estaban siendo atraídos a una trampa debido a la cuidadosa planificación involucrada, y Aaron señaló que uno de los muchos caminantes dejado por los Salvadores como una desviación en un camino tenía hebras del cabello de Michonne pegado a él. En un momento dado, mientras los Salvadores estaban burlándose psicológicamente del grupo, un hombre que capturaron estaba colgando de un puente con una cadena fuertemente envuelta alrededor de su cuello. Aaron quería ayudarlo, pero Rick le dijo que necesitaban salvar sus balas, por lo que murió. Finalmente, Eugene ideó un plan para tomar el RV solo por la noche para atraer a los Salvadores lejos de los demás. Sin embargo, mientras llevaban a Maggie a través de los bosques en una camilla, el grupo fue capturado y desarmado por docenas de Salvadores. Aaron, Rick, Sasha, Abraham, Carl, Eugene y Maggie no pudieron negociar. Luego se reunieron con Daryl, Glenn, Michonne y Rosita, que ya estaban cautivos. Después de que el grupo se puso de rodillas, el verdadero Negan se presentó, y después de contarles sus planes para el grupo, seleccionó a uno de ellos para que lo golpearan con un bate de béisbol envuelto en alambre de púas que él llama "Lucille". Como castigo por matar a su gente, mientras que los otros no pudieron intervenir. La muerte del personaje seleccionado después del canto Detin Marin dedo pingüé en ingles Eenie, Meenie, Miney, Moe cuando Negan aterriza en la víctima, se muestra desde el punto de vista a él aporreando con el "Lucille" mas no a la víctima.

### Séptima Temporada (2016—17)
En el estreno de la temporada "The Day Will Come When You Won't Be", se revela que víctima de Negan fue Abraham. En un giro, Glenn también fue asesinado por Negan de la misma manera, después de que Daryl intentó atacarlo y logra humillar y someter a Rick y al grupo. Aaron se vio obligado a presenciar todo esto, luego Sasha se fue con Maggie para llevarla al médico. En el episodio "Service", mientras los Salvadores saqueaban Alexandria, Aaron y Eric observaban la conmoción desde su porche delantero mientras los Salvadores sacaban un colchón de su casa, más tarde, Anna se encuentra entre la gente del pueblo presente en la iglesia, donde se muestra ansiosa cuando Rick les informa que ya no está a cargo y que todas las armas deben ser entregadas a los Salvadores para que Olivia sea liberada de su cautiverio, Eric le susurra a Aaron y quiere preguntarle a Rick qué hará con respecto a Negan, pero Aaron intenta sin éxito detener a Eric, diciéndole que no era el momento adecuado para iniciar esa discusión. En "Go Getters" Aaron está en la casa de Rick preparándose para una carrera para recoger suministros para su ofrenda semanal a los salvadores, se dirige a las escaleras para dejar que Rick tenga un momento privado con Michonne antes de salir a la carrera. En el episodio "Sing Me a Song" Aaron y Rick salen de un camión de caja y se detienen allí para descansar por la noche, "No vimos eso anoche", dice Aaron, mirando algo en el camino, Aaron y Rick se acercan a una puerta con un letrero: "Sigue, lo único aquí es que tienes problemas", sintiendo la presión de solo tener un día para encontrar suministros, saltan la puerta, pronto se encuentran con otra señal de advertencia; esta vez, el escritor amenaza con disparar a cualquiera que venga por su comida, suministros o municiones, se mueven más allá de la señal y llegan a un estanque lleno de caminantes. ven una casa flotante en mal estado flotando en el centro del estanque. En el final de mitad de temporada "Hearts Still Beating", Aaron y Rick arriesgan sus vidas para obtener suministros cruciales, a pedido de Negan, sin embargo, los Salvadores lo golpearon cuando regresaron a la Zona Segura de Alexandria, después de que creen erróneamente vieron una nota soez que encontraron creyendo que ellos tenían la intención de insultarlos.
En el episodio estreno de mitad de temporada "Rock in The Road", Cuando los Salvadores llegan a Alexandría en busca de Daryl, Simón comenta en los estantes de la despensa, Aarón explica que están teniendo dificultades para limpiar, más tarde tras descubrir la misteriosa desaparición Padre Gabriel junto con todas los suministros, Aaron le informó a Rick acerca de la situación, ambos encuentran una nota que dejó Gabriel diciendo la palabra "BARCO" y Aaron forma parte del equipo que salió a buscarlo por los alrededores, y fue así que llegó hasta un vertedero que servía de refugio a un nuevo grupo hostil que los sostienen a punta de pistola y cuchillo. En el episodio "New Best Friends" Aaron y el grupo fueron capturados por Los Carroñeros y llevados a la líder del grupo, Jadis, a quien Rick trató de convencerla de unirse a su lucha contra los salvadores, rechazando la oferta del oficial, sus hombres se dispusieron a acabar con los miembros del grupo y lograron herir a Aaron durante la pelea, aunque gracias a la intervención de Gabriel, que antes había sido tomado cautivamente, Rick tuvo la oportunidad de luchar literalmente, para ganarse la confianza de Jadis y una vez que lo consiguió, ella prometió ayudarlo en su batalla a cambio de conseguirles muchas armas, con la posibilidad de conseguir nuevos aliados, el grupo regresó victorioso a Alexandría para que Aaron y Rick pudieran atender sus heridas. En el episodio "Something They Need" Aaron aparece por primera vez en uno de los dos botes de remos que los alexandrinos usan para viajar a través del río, remando junto a Tobin y Eric por su bote, el y Eric tienen una breve discusión durante su preparación para atacar a Oceanside, Eric está de acuerdo rápidamente con Aaron sobre la necesidad de su ataque, Eric se justificó a sí mismo ya que no iba a permitir que Aaron fuera derrotado al azar en cualquier visita de los salvadores, una vez que concluyó la redada y Tara se había salvado de Natania, Aaron formó una línea con los alexandrinos y las capaces combatientes de Oceanside para enfrentarse a la horda de caminantes que pulula el campamento debido al ruido de las explosiones y los disparos, Aaron y los demás defienden exitosamente su frente sin una sola víctima, pero Natania se niega a convencerse de unirse a la causa de Rick para enfrentar a Negan y les permite tener sus armas, Aaron ayuda a llevar las armas del campamento de Oceanside a sus vehículos y conduce de regreso a Alexandría con ellos. En el final de la temporada "The First Day of the Rest of Your Life", Luego de su regreso a Oceaneside desde Alexandria, el grupo descubre el cambio de lealtad de Dwight de los Salvadores a Rick y la comunidad para derrotar a Negan, advirtiéndoles sobre un ataque de Negan debido a un topo que lo alerta de la resistencia de Rick y la comunidad, con la ayuda de los carroñeros, Aaron y la comunidad se preparan para la batalla con Negan y los salvadores usando las armas de Oceanside, Jadis y los carroñeros llegan a Alexandría en una caravana de camiones de basura y bicicletas. Daryl, Rosita y Aaron colocan explosivos en un camión de carga vacío fuera de la puerta de Alexandria, con la ayuda de los carroñeros, en un camión, Aaron guarda la pared de Alexandría con Eric. Cuando Negan y los salvadores llegan, los explosivos que Aaron, Daryl y Rosita prepararon no se activaron, en ese momento, los carroñeros traicionan a Alexandría, Uno de los carroñeros apunta allí con un arma a Aaron y Eric. Sin embargo, cuando una Sasha reanimada ataca a Negan, Carl lidera el ataque contra los carroñeros y los salvadores durante la distracción, Aaron y Eric siguen el liderazgo de Carl y ayudan contra el ataque y logran obligar a los salvadores a que tomen la retirada.

### Octava Temporada (2017—18)
En el episodio estreno de la temporada 8 "Mercy", La alianza de las fuerzas combinadas, bajo el mando de Rick, Ezekiel y Maggie, se preparó enérgicamente para derrotar a los Salvadores, trazando para ello un organizado plan de ataque comenzando con el Santuario para iniciar la batalla, al recalar en la base enemiga y después del intento fallido de hacer que Negan y sus tenientes se rindieran ante ellos, Aaron junto al resto de soldados, iniciaron un tiroteo contra la comunidad de los salvadores para que así los bandidos quedaran atrapados en ella por una masiva horda de caminantes. En el episodio "The Damned", durante el fatídico ataque hacia el puesto de avanzada de Los Salvadores, los sobrevivientes comenzaron una serie de enfrentamientos en los diversos puestos de avanzada enemigos para destruirlos, Aaron formó parte del equipo de alexandrinos encargado de eliminar a los bandidos que habitaban dentro de una oficina de seguros pero se vio obligado a abandonar el combate para poder auxiliar a Eric quien había quedado herido de bala directo al abdomen.
Para "Monsters" Aaron y su equipo continúan su ataque contra los Salvadores con disparos, mientras tanto, Aaron ayuda a Eric a alejarse de los disparos después de que recibió una bala en el abdomen. Aaron insiste en que lo llevarán al médico del Reino. Aaron se derrumba y se disculpa con Eric, sintiéndose culpable por traer a Eric a la pelea, pero Eric le dice a Aaron que estará bien y que los otros miembros de su equipo necesitan la ayuda de Aaron más que él. Aaron acepta a regañadientes y se despiden y Aaron le dice a Eric que lo ama, y Eric responde: "Siempre tuve una corazonada", refiriéndose a la primera vez que admitieron su amor mutuo, Aaron luego se reincorpora a la guerra, Aaron es visto corriendo a la ayuda de Rick y Daryl en el puesto de avanzada, matando a los Salvadores restantes, Ahora que el tiroteo ha terminado, Aaron va a buscar a Eric, solo para descubrir que ha muerto y reanimado como un caminante, vagando hacia una manada cercana. La visión de su ser querido entre los caminantes hace que Aaron se deshaga en lágrimas cuando intenta acercarse a él, Scott aparece y le dice que no es Eric y que tienen que irse, más tarde, Aaron se sienta con sangre en sus manos. Oye llorar a una bebé y ve a Rick salir con Gracie en sus brazos, Aaron ofrece llevar a la bebé a Hilltop con él y Rick está de acuerdo. Durante "The King, the Widow and Rick" Aaron regresa a Hilltop, le da a Maggie la carta sobre la información actualizada sobre la guerra y le trae a Gracie, en la oficina, Aaron se muestra muy devastado ante Enid y Maggie debido a la pérdida de Eric, Maggie y Enid tratan de darle aliento y este decide ir a Oceaneside, sin duda Enid decide en acompañarlo y ambos van juntos, para asegurar la victoria de la guerra. En el final de mitad de temporada "How It's Gotta Be" Aaron y Enid deciden tratar de compensar a la comunidad de Oceanside, cuyas armas se tomaron para luchar contra los salvadores, trayendo un camión lleno de cerveza, esperando fuera de la comunidad por la noche, Aaron es atacado y Enid dispara a su atacante, que resulta ser Natania, la líder de Oceanside. Los dos están rodeados por otras miembros de Oceanside, y la nieta de Natania, Cyndie llora por su pérdida.
En el episodio "The Lost and the Plunderers", Aaron y Enid son llevados a la comunidad de Oceanside como prisioneros por matar a su líder, Natania. La nieta de Natania Cyndie, luego de escuchar las súplicas de Enid, decide dejarlos con vida, pero les ordena que nunca regresen. Una vez escoltado fuera de Oceanside, Aaron insiste en que Enid regrese a Hilltop para informarles lo que sucedió mientras intentará regresar a Oceanside y convencerlos de que ayuden. En el episodio "Worth" se ve a Aaron, en el bosque, fuera de la comunidad de Oceanside, Cyndie y las otras residentes rechazan a Aaron quien intenta proteger su comunidad de las hordas de caminantes, a pesar de que se muere de hambre y se deshidrata, después de apenas sobrevivir a un ataque de caminante, Cyndie y los demás encuentran a un agotado Aaron que les ruega que se unan a la guerra contra los Salvadores, ya que de lo contrario seguirían temiendo al mundo exterior. En el final de temporada "Wrath", un convoy salvador llega a la colonia Hilltop, todos los residentes evacuan a través de un pasaje secreto a los bosques detrás de la comunidad. Tara y Alden se quedan para enfrentar a los salvadores, cuando de repente los salvadores son golpeados por unos cócteles de mólotov lanzado por la comunidad de Oceanside, dirigido por Cyndie y Aaron. Después de que la guerra con los Salvadores termina, Aaron adopta oficialmente a Gracie como su hija.

### Novena Temporada (2018—19)
En el episodio estreno de temporada "A New Beginning" han trascurrido 18 meses y se ve a Aarón y Jesús matando a algunos caminantes. Aaron le pregunta a Jesús si puede enseñarle algunas de sus habilidades, a lo que él acepta enseñarle en una clase en Hilltop, poco después Aaron y el grupo van al Smithsonian en Washington D. C., para buscar un carro cubierto y equipo agrícola. Sin embargo, se queda afuera como vigilante junto con Tara, Jesus y Alden, al terminar la carrera el grupo se retira de DC y se preparan para regresar a sus propias comunidades. En el camino, Daryl y Rosita se ponen al día con todos para informarles que el puente principal está destruido debido a una fuerte tormenta. Rick le dice a Aaron, Tara, Gabriel y Anne que regresen a AleXandría y el resto irá a una ruta alternativa y pasará la noche en el Santuario. Durante el episodio "The Bridge" una horda caminante se avecina al campamento del grupo en donde están construyendo el puente, y empiezan con el plan de desvío caminante, activaron la dinamita y rastrearon la horda de caminantes cercana mientras se desvía hacia la primera sirena, cuando la segunda sirena, dirigida por Justin (un salvador) no la hace sonar, Rick se da cuenta de que el grupo de hombres en un sitio de registro cercano está en problemas, allí, Daryl ve la horda y ordena a todos que huyan, pero en la prisa, el brazo de Aaron se aplasta bajo un tronco gigante, Rick y los demás llegan para ayudar a defenderlos, permitiendo que Daryl lleve a Aaron a la tienda médica. Enid está desconcertada por la lesión y determina que la única acción que pueden tomar es amputar el brazo de Aaron. la cirugía fue un éxito, pero Rick se responsabiliza por la pérdida de brazo de Aaron. Rick reprocha a Justin por no hacer sonar la alarma. Justin dice que su equipo de radio estaba malogrado, pero cuando Rick se niega a aceptar esa excusa y lo expulsa. En el episodio "Who Are You Now?" Seis años después de la partida de Rick, Aaron se ha convertido en miembro del consejo de la zona segura de Alexandria y lleva un brazo de metal prostético. Cuando Judith salva a un grupo de personas lideradas por una mujer llamada Magna, él lleva al grupo de Magna de regreso a Alexandría y tiene al llevar al grupo de Magna a Michonne quien confronta a Aaron por llevar gente extraña y ella le recuerda que no es su decisión. "Me decidí", le dice Judith a ella. Michonne la regaña, pero Aaron dice que están aquí ahora y deberían decidir su destino juntos, mientras que Gabriel sugiere que voten mañana. Michonne está de acuerdo e instruye a su gente para que los ponga en posesión. Al día siguiente, el grupo de Magna se presentó ante Aarón y el resto del consejo para interrogarlo. Preguntan quién es su líder y Magna afirma que son un equipo, mientras que Luke explica que su grupo solía ser más grande.

## Casting
Robert Kirkman fue aludido brevemente en el programa "Talking Dead" durante el episodio de The Walking Dead episodio "Coda" en noviembre de 2014, la segunda mitad de la temporada introduciría un personaje gay prominente, antes de que Ross Marquand recibiera el papel de Aaron, audicionó para el papel de Gareth, pero debido a sus raíces cómicas, pensó el director de casting Ross sería más adecuado para Aaron debido a la personalidad humorística del personaje y lo hizo regresar poco después de una audición para que Gareth audicionara para Aaron. El casting de Aaron utilizó el nombre en clave Logan.

## Recepción
Varios críticos compararon su introducción con la de "Los Otros"en el episodio "Solitary" de la serie de televisión ABC, Lost.